# São Vigílio (título cardinalício)
São Vigílio (em latim: Sancti Vigilii) é um titulus instituído  pelo Papa Francisco, em 28 de novembro de 2020.

## Titulares protetores
- Jose Fuerte Advincula (2020-)